# Fredrik Nybom

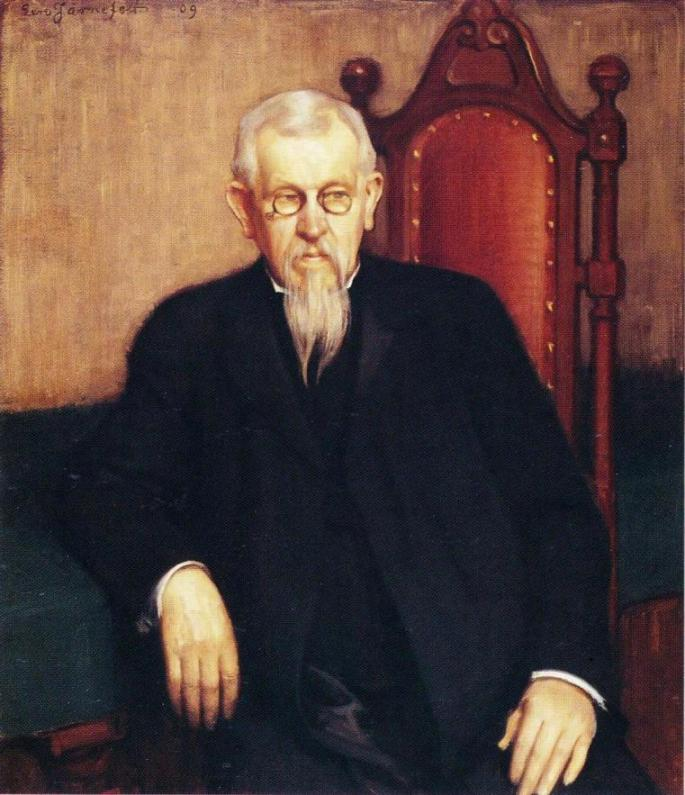
Fredrik Nybom, målning av Eero Järnefelt (1909).

Fredrik Kristian Jeremias Nybom, född 8 augusti 1838 i Fredrikshamn, död 7 december 1927 i Helsingfors, var en finländsk bankman. Han var farfar till Randall Nybom.
Nybom öppnade 1866 en import- och exportaffär i Fredrikshamn, men slog snart in på bankmannabanan och tjänstgjorde vid Föreningsbanken samt från 1873 vid Nordiska aktiebanken. Han var 1892–1914 verkställande direktör för Kansallis-Osake-Pankki och utvecklade den till en av landets storbanker och ett ekonomiskt fäste för Finska partiet. Nybom sändes 1867 av Johan Vilhelm Snellman utomlands för att anskaffa spannmål till det missväxtdrabbade landet: Han var 1887–1894 ledamot av lantdagen för borgarståndet, där han till en början räknades till de liberala. Han adlades 1904.